# Olanchito El Arrayán Airport
Olanchito El Arrayán Airport är en flygplats i Honduras.   Den ligger i departementet Departamento de Yoro, i den centrala delen av landet, 170 km norr om huvudstaden Tegucigalpa. Olanchito El Arrayán Airport ligger 221 meter över havet.
Terrängen runt Olanchito El Arrayán Airport är varierad. Runt Olanchito El Arrayán Airport är det ganska tätbefolkat, med 144 invånare per kvadratkilometer. Närmaste större samhälle är Olanchito, 3,0 km söder om Olanchito El Arrayán Airport. Omgivningarna runt Olanchito El Arrayán Airport är en mosaik av jordbruksmark och naturlig växtlighet.